# سیارک ۷۱۱۸
سیارک ۷۱۱۸ (به انگلیسی: 7118 Kuklov، نامگذاری:1988VD5) هفت هزار و صد و هجدهمین سیارک کشف شده‌است که در ۴ نوامبر ۱۹۸۸ کشف شد.
قدر مطلق سیارک برابر ۱۲٫۸۰ است.